# Sydney Johnson (valletto)
Sydney Johnson (Andros, 1921 o 1923 – Parigi, 17 gennaio 1990) è stato un valletto inglese di origini bahamiane, noto per essere stato il valletto personale di Edoardo VIII, Duca di Windsor e di sua moglie Wallis Simpson. In seguito svolse la stessa funzione per il miliardario egiziano Mohamed Al-Fayed, padre di Dodi Al-Fayed.

## Biografia
Sydney Johnson nacque sull'isola di Andros, Bahamas; nel 1921 o 1923.  
Nel 1937, quando aveva circa 16 anni e lavorava come bagnino, incontrò casualmente Edoardo VIII, Duca di Windsor ed ex Re del Regno Unito, che serviva nel luogo come Governatore generale, e sua moglie Wallis Simpson, Duchessa di Windsor. Da lì a poco, entrò a servizio dei Duchi, inizialmente con mansioni generiche. Al termine della Guerra mondiale il mandato del Duca come Governatore cessò e la coppia rientrò a Parigi. In quell'occasione, offrirono a Sydney di seguirli nel ruolo di valletto personale, cosa che accettò. Mantenne il suo ruolo per oltre trent'anni. Sebbene impiegato come valletto personale, era solito anche assumere funzioni di cameriere durante le cene formali offerte dai Duchi. Nel 1960 sposò una donna francese da cui ebbe quattro figli.  
Nel 1972 il Duca morì. Sydney fu fra i pochi a presenziare alla cerimonia funebre. Sebbene Sydney sia rimasto a servizio della Duchessa, la sua stessa moglie morì pochi mesi dopo il Duca e, nel 1973, Sydney scelse di congedarsi per potersi occupare dei suoi figli. In seguito, lavorò per un breve periodo per Lady Glover, moglie di Sir Douglas Glover, cavaliere, membro del Parlamento per il partito conservatore e colonnello britannico durante la seconda guerra mondiale, nonché membro dell'Internazionale contro la schiavitù.  
Nel 1979 Sydney lavorava all'Hotel Paris Ritz a Parigi, quando questo fu acquisito da Mohamed Al-Fayed, miliardario franco-britannico di origini egiziane che sarebbe poi divenuto noto al grande pubblico per essere il padre di Dodi Al-Fayed, il compagno di Diana, principessa di Galles, morto con lei in un incidente d'auto. Colpito dalla conoscenza di Sydney dell'alta società, della nobiltà e della famiglia reale britannica e desideroso di entrare lui stesso in quelle cerchie sociali, Al-Fayed assunse Sydney come suo cameriere personale perché lo aiutasse ad avvicinarsi alle elité del Regno Unito. Come suo dipendente, Sydney svolse un ruolo importante nel restauro di Villa Windsor, la residenza francese dei Duchi di Windsor, acquisita da Al-Fayed dopo la morte di Wallis Simpson nel 1986; e venne nominato curatore delle collezioni.  
Sydney Johnson morì improvvisamente il 17 gennaio 1990 a Parigi, per cause non rese note. Alla sua morte, Al-Fayed lo descrisse come "un autentico gentiluomo". 

## Cultura popolare
- Sydney Johnson compare nella stagione 3 della serie televisiva The Crown, interpretato da Connie M'Gadzah. Compare anche nella stagione 5, interpretato da Jude Akuwudike e da Joshua Kekana (da giovane)[11][2].